# Erik Knudsen
|  | For den canadiske skuespiller af samme navn, se Erik Knudsen (skuespiller). |
Erik Knudsen (27. marts 1922 i Slagelse – 12. november 2007) var en dansk forfatter. 
Erik Knudsen var født i Slagelse, og hans forældre var lærere, hvilket også Erik Knudsen uddannede sig til. Efter nogle år inden for folkeskolen blev han lærer på Krogerup Højskole 1954-82.
I Erik Knudsens forfatterskab fyldte lyrikken meget. Fra en oprindelig verseform bevægede digtene sig mod talesprogsdigte. Temaer i digtningen var ofte samfundsbestemte vilkår sat overfor det enkelte menneskelivs vilkår, herunder ofte kritik af massekultur og kommercialisering. Han var også kendt for politiske skuespil i 1960'erne og 1970'erne. Erik Knudsen modtog i 1965 Det Danske Akademis Store Pris og fra 1967 fik han livsvarig ydelse fra Statens Kunstfond. 

## Udvalgte værker
- Dobbelte dage, 1945
- Til en ukendt Gud, 1947
- Blomsten og sværdet, 1949
- Brændepunkt, 1953
- Minotauros, 1955
- Markedsanalyser, 1957
- Sensation og stilhed, 1958
- Frihed- det bedste guld, 1961
- Journal, 1963
- Nik, Nik, Nikolaj, 1966 (dramatik)
- Menneskebomben, 1968
- Werner Holgersen, 1971 (TV-dramatik)
- Vietnam, 1973
- Snart dages det brødre, 1974
- Håb og handling, 1980
- Fred og socialisme, 1983
- Digte siden sidst, 1985
- Ord fra Humlebæk, 1986
- Hjemme i labyrinten, 1988
- Sand, 1990
- På gensyn med Tafo, 1990 (film-manus)
- Udvalgte digte, 2008